# Made in Germany 1995–2011
A Made in Germany 1995–2011 a Rammstein nevű német együttes válogatásalbuma. Németországban, Ausztriában és Svájcban 2011. december 2-án került a boltokba, a nemzetközi megjelenés december 5. volt. A lemezen megtalálható 15 már korábban kiadott, valamint egy új dal, a Mein Land. A borító hatféle változatban készült el, mindegyiken egy-egy tag halotti maszkja látható. Az albumnak három különböző változata létezik: Standard Edition ami egy CD-t tartalmaz a 16 számmal, Special Edtition, amiben az előző CD mellé kerül egy másik is további dalok egy-egy remix változatával, és egy Super Deluxe Edition ami fémtokban a két CD mellett tartalmaz egy 240 oldalas fényképalbumot, valamint három DVD-t is az együttes eddigi összes klipjével és azok werkfilmjeivel (összesen 23 darab videóklip a három DVD-n).

## Tartalom
A válogatásalbumon található összes korábban kiadott dalon változtattak valamennyit.

### Számlista
| #   | Cím                               | Album                     | Hossz |
| --- | --------------------------------- | ------------------------- | ----- |
| 1.  | Engel (Angyal)                    | Sehnsucht                 | 4:23  |
| 2.  | Links 2 3 4 (Bal 2 3 4)           | Mutter                    | 3:40  |
| 3.  | Keine Lust (Nincs kedvem)         | Reise, Reise              | 3:42  |
| 4.  | Mein Teil (Én részem)             | Reise, Reise              | 4:38  |
| 5.  | Du hast (Neked van)               | Sehnsucht                 | 3:53  |
| 6.  | Du riechst so gut (Jó az illatod) | Herzeleid                 | 4:32  |
| 7.  | Ich will (Akarom)                 | Mutter                    | 3:37  |
| 8.  | Mein Herz Brennt (Ég a szívem)    | Mutter                    | 4:40  |
| 9.  | Mutter (Anya)                     | Mutter                    | 4:28  |
| 10. | Pussy                             | Liebe ist für alle da     | 3:58  |
| 11. | Rosenrot (Rózsavörös)             | Rosenrot                  | 3:52  |
| 12. | Haifisch (Cápa)                   | Liebe ist für alle da     | 3:42  |
| 13. | Amerika                           | Reise, Reise              | 3:47  |
| 14. | Sonne (Nap)                       | Mutter                    | 4:05  |
| 15. | Ohne dich (Nélküled)              | Reise, Reise              | 4:30  |
| 16. | Mein Land (Országom)              | Made in Germany 1995–2011 | 3:53  |

### Remixek
| #   | Cím                                       | Hossz |
| --- | ----------------------------------------- | ----- |
| 1.  | Du Riechst So Gut '98 Faith No More Remix | 1:58  |
| 2.  | Du Hast Jacob Hellner Remix               | 6:42  |
| 3.  | Stripped Johan Edlund (Tiamat) Remix      | 4:22  |
| 4.  | Sonne Clawfinger Remix                    | 4:09  |
| 5.  | Links 2 3 4 WestBam Remix                 | 3:40  |
| 6.  | Mutter Sono Remix                         | 7:21  |
| 7.  | Feuer frei! Junkie XL Remix               | 4:10  |
| 8.  | Mein Teil Pet Shop Boys Remix             | 4:04  |
| 9.  | Amerika Olsen Involtini (Emigrate) Remix  | 3:15  |
| 10. | Ohne dich Laibach Remix                   | 3:58  |
| 11. | Keine Lust Black Strobe Remix             | 7:07  |
| 12. | Benzin Meshuggah Remix                    | 5:05  |
| 13. | Rosenrot Northern Lite Remix              | 4:46  |
| 14. | Pussy Scooter Remix                       | 4:53  |
| 15. | Rammlied Devin Townsend Remix             | 5:06  |
| 16. | Ich tu dir weh Fukkk Offf Remix           | 6:08  |
| 17. | Haifisch Hurts Remix                      | 3:45  |

## Közreműködők
A lemezen szereplő számok elkészítésében a Rammstein mellett az alábbi zenészek vettek részt:
- Bobo – Engel énekesnője
- Sven Helbig – kórus
- Dresdner Kammerchor – kórus
- Olsen Involtini – vonós hangszerek
- Bärbel Bühler – oboa
- Köpenicker Zupforchester – mandolin

## Turné
A zenekar a lemezzel 2011. november 6-án turnéra indult. Az első állomás Pozsony volt, november 10-én pedig a budapesti Papp László Budapest Sportarénában léptek fel. 2012 márciusáig a turné európai helyszíneket érint csak, 2012. áprilisra és májusra pedig összesen 21 észak-amerikai koncertet terveznek.